# Clubiona andreinii
Clubiona andreinii är en spindelart som beskrevs av Lodovico di Caporiacco 1936. Clubiona andreinii ingår i släktet Clubiona och familjen säckspindlar.
Artens utbredningsområde är Italien. Inga underarter finns listade i Catalogue of Life.